# Lithacodia picta
Lithacodia picta är en fjärilsart som beskrevs av George Francis Hampson 1896. Lithacodia picta ingår i släktet Lithacodia och familjen nattflyn. Inga underarter finns listade i Catalogue of Life.